# Той, хто біжить по лезу 2099
«Той, хто біжить по лезу 2099» (англ. Blade Runner 2099) — майбутній американський науково-фантастичний мінісеріал, створений Сілкою Луїзою для Amazon Prime Video. Це частина франшизи «Той, що біжить по лезу», яка є продовженням фільмів «Той, хто біжить по лезу» (1982) і «Той, хто біжить по лезу 2049» (2017).

## Актори та персонажі

### Головний каст
- Мішель Єо — Олвен, реплікант на фініші свого життя
- Гантер Шафер
- Дімітрі Абольд
- Льюїс Ґріббен[en]
- Кейтлін Роуз Дауні
- Том Берк
- Мауріціо Ломбарді[en]
- Деніел Ріґбі[en]

### Другорядний каст
- Джонні Гарріс[en]
- Емі Леннокс[en]
- Шейла Атім[en]
- Меттью Нідгем[en]

## Виробництво
У листопаді 2021 року Рідлі Скотт оголосив про написання пілоту для телевізійного спінофу «Той, що біжить по лезу» та початкові плани щодо десяти епізодів. У лютому 2022 року було оголошено назву серіалу «Той, що біжить по лезу 2099», який розроблявся для Amazon Prime Video. Сілка Луїза стала сценаристкою та виконавчою продюсеркою шоу, а також були залучені додаткові автори. Рідлі Скотт вважався режисером на етапі розробки. Amazon замовила його як мінісеріал у вересні 2022 року, і Том Спеціалі приєднався як виконавчий продюсер. Джеремі Подесвастав виконавчим продюсером і режисером пілотного епізоду в березні 2023 року. До лютого 2024 року він пішов через конфлікти у розкладі, а режисером перших двох епізодів став Джонатан Ван Туллекен. У травні 2024 року Мішель Єо приєдналася до акторського складу в ролі Олвен. У червні Гантер Шафер приєднався до акторського складу як співголова серіалу. У липні до акторського складу серіалу приєдналися Дімітрі Аболд, Льюїс Ґріббен, Кейтлін Роуз Дауні, Деніел Ріґбі, Джонні Гарріс, Емі Леннокс, Шейла Атім і Меттью Нідгем. У серпні Том Берк і Мауріціо Ломбарді приєдналися до акторського складу на постійні ролі.
Серіал готувався до початку знімання у Белфасті, але виробництво було перенесено на 2024 рік через страйк WGA 2023 року. Після завершення страйку виробництво повністю перейшло з Північної Ірландії. Приблизно 1,5 мільйона з 4,1 мільйона фунтів стерлінгів, виділених фондом Northern Ireland Screen, було витрачено, але всі гроші будуть повернуті в програму після виходу виробництва з країни . 

### Знімання
Основні знімання розпочалися на початку травня 2024 року в Празі, операторами стали Роб Гарді та Ула Понтікос.  